# Kanton Ailly-le-Haut-Clocher
Der Kanton Ailly-le-Haut-Clocher war bis 2015 ein französischer Wahlkreis im Arrondissement Abbeville, im Département Somme und in der Region Picardie; sein Hauptort war Ailly-le-Haut-Clocher. Vertreter im Generalrat des Départements war zuletzt von 1998 bis 2015 Daniel Dubois (Nouveau Centre).
Der Kanton Ailly-le-Haut-Clocher war 154,75 km² groß und hatte 7793 Einwohner (Stand: 2012).

## Gemeinden
Der Kanton umfasste 20 Gemeinden:
| Gemeinde              | Einwohner Jahr | Fläche km² | Bevölkerungsdichte | Code INSEE | Postleitzahl |
| --------------------- | -------------- | ---------- | ------------------ | ---------- | ------------ |
| Ailly-le-Haut-Clocher | 935 (2013)     | –          | – Einw./km²        | 80009      | 80690        |
| Brucamps              | 143 (2013)     | –          | – Einw./km²        | 80145      | 80690        |
| Buigny-l’Abbé         | 335 (2013)     | –          | – Einw./km²        | 80147      | 80132        |
| Bussus-Bussuel        | 322 (2013)     | –          | – Einw./km²        | 80155      | 80135        |
| Cocquerel             | 232 (2013)     | –          | – Einw./km²        | 80200      | 80510        |
| Coulonvillers         | 239 (2013)     | –          | – Einw./km²        | 80215      | 80135        |
| Cramont               | 306 (2013)     | –          | – Einw./km²        | 80221      | 80370        |
| Domqueur              | 304 (2013)     | –          | – Einw./km²        | 80249      | 80620        |
| Ergnies               | 189 (2013)     | –          | – Einw./km²        | 80281      | 80690        |
| Francières            | 201 (2013)     | –          | – Einw./km²        | 80344      | 80690        |
| Gorenflos             | 224 (2013)     | –          | – Einw./km²        | 80380      | 80690        |
| Long                  | 639 (2013)     | –          | – Einw./km²        | 80486      | 80510        |
| Maison-Roland         | 121 (2013)     | –          | – Einw./km²        | 80502      | 80135        |
| Mesnil-Domqueur       | 83 (2013)      | –          | – Einw./km²        | 80537      | 80620        |
| Mouflers              | 87 (2013)      | –          | – Einw./km²        | 80574      | 80690        |
| Oneux                 | 378 (2013)     | –          | – Einw./km²        | 80609      | 80135        |
| Pont-Remy             | 1448 (2013)    | –          | – Einw./km²        | 80635      | 80580        |
| Saint-Riquier         | 1248 (2013)    | –          | – Einw./km²        | 80716      | 80135        |
| Villers-sous-Ailly    | 189 (2013)     | –          | – Einw./km²        | 80804      | 80690        |
| Yaucourt-Bussus       | 224 (2013)     | –          | – Einw./km²        | 80830      | 80135        |